# Truthful Tulliver
Truthful Tulliver è un film muto del 1917 diretto da William S. Hart che ne è anche l'interprete principale accanto ad Alma Rubens. Di genere western, fu prodotto da Thomas H. Ince e distribuito dalla Triangle.

## Produzione
Il film fu prodotto dalla Kay-Bee Pictures e dalla New York Motion Picture. Fonti moderne accreditano Robert Brunton come scenografo.

## Distribuzione
Distribuito dalla Triangle Distributing, il film uscì nelle sale cinematografiche degli Stati Uniti il 7 gennaio 1917. Una fonte dell'epoca riporta come data di distribuzione il 30 dicembre 1916.
Copia completa della pellicola viene conservata negli archivi della Library of Congress di Washington, del George Eastman House di Rochester, dell'EYE Film Institute Netherlands di Amsterdam.